# Сражение при Модене (1799)
Сражение при Модене (англ. Battle of Modena) — одно из сражений во время Войны второй коалиции эпохи французских революционных войн. Французская армия генерала Жака Макдональда, наступавшая на север Италии, столкнулась при Модене с австрийскими войсками во главе с князем Гогенцоллерн-Гехингеном и разбила их. 
После побед в битвах при Маньяно и на реке Адда австрийцы вместе с русскими к лету 1799 года изгнали французов с большей части северной Италии. Генерал Жак Макдональд, командовавший французскими войсками в южной и центральной Италии, объединил разрозненные силы в одну армию и двинулся на север, чтобы переломить стратегическую ситуацию. К вечеру 11 июня армия Макдональда расположилась у подножия Апеннин. Авангард генерала Оливье сбил австрийские передовые посты, заставив их отступить в направлении Модены. Гогенцоллерн стянул свой отряд (6 батальонов и 4 эскадрона) в город.
В 10 часов утра 12 июня французский авангард двинулся в сторону Модены, но после артиллерийского обстрела со стороны австрийцев отступил. Гогенцоллерн дождался главного удара, организовав оборону за городскими стенами и наведя орудия на 5 дорог, которые подходили к городским воротам. Он также отдал приказ организовать возможное отступление к Мирандоле в случае штурма. 
В полдень французские колонны (дивизии Оливье и Вотрена) начали наступать с разных направлений. Гогенцоллерн был отрезан справа, вдоль реки Секкья, французскими войсками, занявшими Рубьеру и Скандиано. Также они попытались отрезать путь отхода на север, к Мирандоле. 
Австрийцы открыли непрерывный артиллерийский и ружейный огонь, но ожидавшееся подкрепление не прибыло. Два крыла, развернутые в открытом поле, начали медленно отступать, достигнув городских ворот и войдя в город. Городские ворота были наглухо закрыты, но французов это не остановило. Пробив несколько брешей в воротах, они вошли в город, который стал театром жестокой и беспорядочной схватки. Австрийцы упорно оборонялись, но были выбиты из Модены и отступили в направлении Мирандолы. С наступлением темноты основные силы французов вошли в центр Модены.
Гогенцоллерн, преследуемый французами, был обязан своему спасению полку Прейса, который, составив арьергард, пожертвовал собой, чтобы спасти отступавшие войска. Также поддержал его Кленау, заблокировав дивизии Монришара и Руска, пришедшие из Болоньи. Кленау продвинулся вперед, отбросил эти две дивизии, а затем последовал за Гогенцоллерном и отошел к Ченто и Ферраре.
На следующий день Макдональд продолжил своё движение через Реджио к Парме. Край, командовавший австрийскими войсками на ТВД, с первыми шагами Макдональда снял все мосты через По.